# Liveleak
Liveleak (vaak gestileerd als LiveLeak) was een Britse video-uploadwebsite opgericht in oktober 2006 waar gebruikers films konden uploaden en delen. Liveleak was de opvolger van de shocksite ogrish.com en de website is voornamelijk bekend van actuele filmpjes gerelateerd aan politiek, oorlog en belangwekkende gebeurtenissen in de wereld in combinatie met amateurjournalistiek. Met name filmpjes van oorlogsgeweld, dodelijke ongelukken, steekpartijen en schietincidenten waren populair.
Liveleak kwam voor het eerst prominent in het nieuws in 2007 nadat er een video van de executie van de Iraakse leider Saddam Hoessein op was verschenen.
Het BBC-programma Panorama refereerde in de uitzending van 30 juli 2007 meermaals aan Liveleak omdat de website een aanzienlijk aantal filmpjes van vechtende schoolkinderen op de server had staan. Medeoprichter Hayden Hewitt weigerde in de nasleep hiervan de video's echter van de website af te halen, omdat zij volgens hem nu eenmaal de realiteit weergaven.
De website was in maart 2008 ook de plaats waar de islam-kritische film Fitna van de Nederlandse politicus Geert Wilders in première ging. Na ernstige bedreigingen van medewerkers van Liveleak besloot men de film enige tijd van de servers te halen, maar drie dagen later was hij weer te zien.
Liveleak liet in augustus 2014 op de eigen website wel weten geen beelden van onthoofdingen door IS toe te staan. Choquerende filmpjes waren dikwijls voorzien van een waarschuwing waarin bezoekers werd gevraagd eerst te bevestigen dat zij de beelden daadwerkelijk wilden zien.
Liveleak werd op 5 mei 2021 gesloten en de URL werd doorgelinkt naar de opvolger ItemFix.